# Илевна
Илевна — река во Владимирской области России, левый приток Оки. Длина реки составляет 41 км, площадь водосборного бассейна — 861 км².

## Данные водного реестра
По данным государственного водного реестра России относится к Окскому бассейновому округу, водохозяйственный участок реки — Ока от впадения реки Мокша до впадения реки Тёша, речной подбассейн реки — бассейны притоков Оки от Мокши до впадения в Волгу. Речной бассейн реки — Ока.
Код объекта в государственном водном реестре — 09010300112110000030305.

### Притоки (км от устья)
- 5,1 км: река Мокра (пр)
- 14 км: река Чёрная (пр)
- 17 км: река Жерновка (пр)
- 28 км: река Картынь (пр)